# Nagykálló
Nagykálló (jidysz Kalov, Kaluv, Kalev, Kaliv) – miasto powiatowe w komitacie Szabolcs-Szatmár-Bereg w północno-wschodnich Węgrzech.

## Położenie
Nagykálló leży w centrum wysoczyzny Nyírség. Lokalne drogi łączą miasto z Nyíregyháza, Nyírbátor, Nyírtura, Újfehértó, Téglás i Nyíradony. W Nagykálló lokalna linia kolejowa z Nyíregyháza rozgałęzia się do Nyírbátor i do Nyíradony.

## Historia
Pierwsza pisemna wzmianka o Nagykálló pochodzi z roku 1274. W 1315 król Karol Robert podniósł miejscowość do rangi osady targowej. W późnym średniowieczu odbywały się tu sejmiki szlachty komitackiej. W roku 1556 miasto spalili Turcy osmańscy. W odbudowanym Nagykálló w roku 1574 wzniesiono murowany zamek (zburzony w 1709).
W roku 1603 István Bocskay osiedlił w mieście hajduków, którzy jednak po jego śmierci przenieśli się do Hajdúböszörmény. Nagykálló było ośrodkiem rzemiosła i drobnej wytwórczości. Stało się siedzibą rodu Kállay de Nagy-Kálló. W roku 1630 Jerzy I Rakoczy ogłosił w Nagykálló deklarację niepodległości. Podczas następnego powstania w 1703 miasto zostało zdobyte przez wojska Franciszka II Rakoczego. W latach 1747–1876 Nagykálló było siedzibą władz komitatu Szabolcs.
W XIX wieku miasto podupadło z braku połączenia kolejowego. W 1989 Nagykálló uzyskało prawa miejskie.

## Miasta partnerskie
- Limanowa, Polska
- Metzingen, Niemcy
- Tășnad, Rumunia
- Tiacziw, Ukraina